# Jordan Ferri
Jordan Ferri (Cavaillon, 12 maart 1992) is een Frans voetballer die doorgaans als centrale middenvelder speelt. Hij verruilde Olympique Lyon in juli 2019 voor Montpellier HSC.

## Clubcarrière
Ferri komt uit de jeugdopleiding van Olympique Lyon. Op 8 november 2012 debuteerde hij hier in het eerste team, tijdens een wedstrijd in de Europa League tegen Athletic Bilbao. Hij verving daarin na 82 minuten Alexandre Lacazette. Ferri debuteerde op 12 december 2012 voor Lyon in de Ligue 1, als invaller tegen AS Nancy. Op 31 augustus 2013 scoorde hij zijn eerste doelpunt in het eerste team, in een competitiewedstrijd tegen Évian Thonon Gaillard. Na meer dan zeventig competitiewedstrijden voor Lyon in de Ligue 1, verlengde Ferri in juli 2015 zijn contract tot medio 2020.

## Clubstatistieken
| Seizoen     | Club               | Competitie  | Competitie | Competitie | Beker | Beker | Internationaal | Internationaal | Totaal | Totaal |
| Seizoen     | Club               | Competitie  | Wed.       | Dlp.       | Wed.  | Dlp.  | Wed.           | Dlp.           | Wed.   | Dlp.   |
| ----------- | ------------------ | ----------- | ---------- | ---------- | ----- | ----- | -------------- | -------------- | ------ | ------ |
| 2012/13     | Olympique Lyonnais | Ligue 1     | 7          | 0          | 0     | 0     | 3              | 0              | 10     | 0      |
| 2013/14     | Olympique Lyonnais | Ligue 1     | 29         | 3          | 2     | 0     | 11             | 1              | 42     | 4      |
| 2014/15     | Olympique Lyonnais | Ligue 1     | 35         | 1          | 3     | 0     | 4              | 1              | 42     | 2      |
| 2015/16     | Olympique Lyonnais | Ligue 1     | 34         | 2          | 4     | 0     | 5              | 1              | 43     | 3      |
| 2016/17     | Olympique Lyonnais | Ligue 1     | 28         | 1          | 2     | 0     | 5              | 2              | 35     | 3      |
| 2017/18     | Olympique Lyonnais | Ligue 1     | 24         | 0          | 4     | 0     | 6              | 0              | 34     | 0      |
| 2018/19     | Olympique Lyonnais | Ligue 1     | 4          | 0          | 0     | 0     | 1              | 0              | 5      | 0      |
| 2018/19     | → Nimes Olympique  | Ligue 1     | 24         | 2          | 1     | 0     | –              | –              | 25     | 2      |
| Club totaal | Club totaal        | Club totaal | 185        | 9          | 16    | 0     | 35             | 5              | 236    | 14     |

Bijgewerkt op 27 juni 2019

## Interlandcarrière
Ferri kwam uit voor Frankrijk –20 en Frankrijk –21.
1 Dizdarević ·
3 Sylla ·
4 Kouyaté ·
5 Sagnan ·
6 Jullien ·
7 Nordin ·
8 Adams ·
9 Al-Taamari ·
10 Khazri ·
11 Savanier  ·
12 Ferri ·
13 Chotard ·
14 Maamma ·
15 Barès ·
16 Bertaud ·
17 Sainte-Luce ·
19 Nzingoula ·
20 Touré ·
21 Mincarelli ·
22 Fayad ·
27 Omeragić ·
29 Tchato ·
40 Lecomte ·
52 Maksimović ·
70 Coulibaly ·
77 Sacko ·
Coach: Gasset